# Петрички манастир
Петричкият манастир „Света Петка“ е български манастир, подчинен на Неврокопската епархия на Българската православна църква.

## Местоположение
Манастирът е разположен в северното подножие на Беласица, западно от Петрич в местността Ляшница.

## История
Църквата е построена в 1912 година и впоследствие около нея се оформя манастирът. Освен църквата в комплекса има жилищни и стопански постройки и параклис „Света Неделя“. Католиконът е трикорабна, едноапсидна псевдобазилика без купол, с притвор, женско отделение и камбанария над входа. В двора има и вековно дърво – чинар.